# Christian Streich
Christian Streich (Weil am Rhein, Baden-Wurtemberg, Alemania, 11 de junio de 1965) es un exfutbolista y entrenador de fútbol alemán. Actualmente sin club.
En su etapa como futbolista, Streich jugaba como centrocampista. Inició y terminó sus 11 años de carrera profesional (1983-1994) en el Freiburger FC, pasando por el Stuttgarter Kickers, el SC Friburgo y el FC 08 Homburg entremedias.
Como entrenador, comenzó su trayectoria dirigiendo al equipo sub-19 SC Friburgo en 1995. A partir de 2007, también fue asistente del primer equipo, hasta que a finales de 2011 llegó a ser entrenador del SC Friburgo.

## Carrera como jugador
Streich comenzó su carrera juvenil en 1983 con el Freiburger FC de la segunda división de Baden-Württemberg. En su primera temporada en el club, ganó el campeonato, pero cayó derrotado en la ronda de ascenso a la 2. Bundesliga. Después de una temporada más en el FFC, fue transferido al Stuttgarter Kickers en 1985. Poco más de un año después se fue para jugar en el SC Friburgo en la segunda división.
Después de una temporada en el SCF en la que disputó 22 partidos y marcó 2 goles, dejó el club y se marchó al FC 08 Homburgo de segunda división, con el que consiguió el subcampeonato y el ascenso a la máxima liga nacional en 1989. En la temporada 1989-90, jugó diez partidos con el equipo. En 1991, Streich volvió al Freiburger FC y jugó allí hasta que su carrera como jugador se vio truncada por una fractura de metatarsiano en 1995.

## Carrera como entrenador
En 1995, Streich regresó al SC Friburgo como entrenador juvenil donde ganó la Copa DFB juvenil en 2006, 2009 y 2011 y en 2008 la Bundesliga sub-19.

### SC Friburgo
Al comienzo de la temporada 2011-12, Streich se convirtió en asistente técnico del primer equipo de Friburgo con el nuevo entrenador Marcus Sorg después de que Robin Dutt dejara el club para convertirse en entrenador del Bayer Leverkusen. Tras una mala primera mitad de la temporada, se convirtió en entrenador el 29 de diciembre de 2011 tras el despido de Sorg.
Luego de una serie de temporadas exitosas, el club descendió a la 2. Bundesliga el 23 de mayo del 2015 después de finalizar en la posición N°17, a tan solo un punto de la salvación.En abril de 2016, Streich devolvió al equipo a la máxima categoría del fútbol alemán luego de vencer al Paderborn 07 por 2-1 en la jornada N°32.
En la temporada 2022-23, alcanzó la final de la Copa de Alemania aunque luego caerían derrotados ante el RB Leipzig en la tanda de penaltis.En marzo de 2024, anunció que dejaría su cargo después de 12 años al final de la temporada 2023-24.

## Clubes

### Como jugador
| Club                | País     | Año       | Partidos | Goles |
| ------------------- | -------- | --------- | -------- | ----- |
| Freiburger FC       | Alemania | 1983-1985 | 56       | 8     |
| Stuttgarter Kickers | Alemania | 1985-1987 | 21       | 2     |
| SC Friburgo         | Alemania | 1987-1988 | 22       | 2     |
| FC 08 Homburgo      | Alemania | 1988-1990 | 33       | 1     |
| Freiburger FC       | Alemania | 1990-1994 | 77       | 27    |

### Como entrenador
| Club                    | País     | Año       |
| ----------------------- | -------- | --------- |
| SC Friburgo Sub-19      | Alemania | 1995-2011 |
| SC Friburgo (Asistente) | Alemania | 2007-2011 |
| SC Friburgo             | Alemania | 2011-2024 |

## Estadísticas como entrenador
| Equipo                 | Div.  | Temporada | Liga  | Liga | Liga | Liga | Liga |       | Copa | Copa | Copa | Copa  |    | Internacional | Internacional | Internacional | Internacional | Internacional |   | Otros | Otros | Otros | Otros |     | Totales     | Totales | Totales | Totales | Totales | Totales | Totales | Totales |
| Equipo                 | Div.  | Temporada | Part. | G    | E    | P    | Pos. | Part. | G    | E    | P    | Part. | G  | E             | P             | Pos.          | Part.         | G             | E | P     | Part. | G     | E     | P   | Rendimiento | GF      | GC      | Dif.    |         |         |         |         |
| ---------------------- | ----- | --------- | ----- | ---- | ---- | ---- | ---- | ----- | ---- | ---- | ---- | ----- | -- | ------------- | ------------- | ------------- | ------------- | ------------- | - | ----- | ----- | ----- | ----- | --- | ----------- | ------- | ------- | ------- | ------- | ------- | ------- | ------- |
| SC Friburgo · Alemania | 1.ª   | 2011-12   | 17    | 7    | 6    | 4    | 12.º | -     | -    | -    | -    | -     | -  | -             | -             | -             | -             | -             | - | -     | 17    | 7     | 6     | 4   | 52.94%      | 24      | 22      | +2      |         |         |         |         |
| SC Friburgo · Alemania | 1.ª   | 2012-13   | 34    | 14   | 9    | 11   | 5.º  | 5     | 4    | 0    | 1    | -     | -  | -             | -             | -             | -             | -             | - | -     | 39    | 18    | 9     | 12  | 53.84%      | 54      | 45      | +9      |         |         |         |         |
| SC Friburgo · Alemania | 1.ª   | 2013-14   | 34    | 9    | 9    | 16   | 14.º | 3     | 2    | 0    | 1    | 6     | 1  | 3             | 2             | FG            | -             | -             | - | -     | 43    | 12    | 12    | 19  | 37.21%      | 53      | 72      | -19     |         |         |         |         |
| SC Friburgo · Alemania | 1.ª   | 2014-15   | 34    | 7    | 13   | 14   | 17.º | 4     | 3    | 0    | 1    | -     | -  | -             | -             | -             | -             | -             | - | -     | 38    | 10    | 13    | 15  | 37.72%      | 45      | 51      | -6      |         |         |         |         |
| SC Friburgo · Alemania | 2.ª   | 2015-16   | 34    | 22   | 6    | 6    | 1.º  | 2     | 1    | 0    | 1    | -     | -  | -             | -             | -             | -             | -             | - | -     | 36    | 23    | 6     | 7   | 69.45%      | 80      | 42      | +38     |         |         |         |         |
| SC Friburgo · Alemania | 1.ª   | 2016-17   | 34    | 14   | 6    | 14   | 7.º  | 2     | 1    | 1    | 0    | -     | -  | -             | -             | -             | -             | -             | - | -     | 36    | 15    | 7     | 14  | 48.15%      | 49      | 63      | -14     |         |         |         |         |
| SC Friburgo · Alemania | 1.ª   | 2017-18   | 34    | 8    | 12   | 14   | 15.º | 3     | 2    | 0    | 1    | 2     | 1  | 0             | 1             | 3ªR           | -             | -             | - | -     | 39    | 11    | 12    | 16  | 38.47%      | 40      | 63      | -23     |         |         |         |         |
| SC Friburgo · Alemania | 1.ª   | 2018-19   | 34    | 8    | 12   | 14   | 13.º | 2     | 0    | 1    | 1    | -     | -  | -             | -             | -             | -             | -             | - | -     | 36    | 8     | 13    | 15  | 34.26%      | 49      | 65      | -16     |         |         |         |         |
| SC Friburgo · Alemania | 1.ª   | 2019-20   | 34    | 13   | 9    | 12   | 8.º  | 2     | 1    | 0    | 1    | -     | -  | -             | -             | -             | -             | -             | - | -     | 36    | 14    | 9     | 13  | 47.22%      | 50      | 50      | +0      |         |         |         |         |
| SC Friburgo · Alemania | 1.ª   | 2020-21   | 34    | 12   | 9    | 13   | 10.º | 2     | 1    | 0    | 1    | -     | -  | -             | -             | -             | -             | -             | - | -     | 36    | 13    | 9     | 14  | 44.44%      | 54      | 54      | +0      |         |         |         |         |
| SC Friburgo · Alemania | 1.ª   | 2021-22   | 34    | 15   | 10   | 9    | 6.º  | 6     | 4    | 2    | 0    | -     | -  | -             | -             | -             | -             | -             | - | -     | 40    | 19    | 12    | 9   | 57.5%       | 71      | 52      | +19     |         |         |         |         |
| SC Friburgo · Alemania | 1.ª   | 2022-23   | 34    | 17   | 8    | 9    | 5.º  | 5     | 4    | 0    | 1    | 8     | 4  | 2             | 2             | 1/8           | -             | -             | - | -     | 47    | 25    | 10    | 12  | 60.28%      | 73      | 58      | +15     |         |         |         |         |
| SC Friburgo · Alemania | 1.ª   | 2023-24   | 34    | 11   | 9    | 14   | 10.º | 2     | 1    | 0    | 1    | 10    | 6  | 1             | 3             | 1/8           | -             | -             | - | -     | 46    | 18    | 10    | 18  | 46.38%      | 69      | 75      | -6      |         |         |         |         |
| SC Friburgo · Alemania | Total | Total     | 425   | 157  | 118  | 150  | -    | 38    | 24   | 4    | 10   | 26    | 12 | 6             | 8             | -             | -             | -             | - | -     | 489   | 193   | 128   | 168 | 48.2%       | 711     | 712     | -1      |         |         |         |         |
| 1. 2.                  |       |           |       |      |      |      |      |       |      |      |      |       |    |               |               |               |               |               |   |       |       |       |       |     |             |         |         |         |         |         |         |         |

### Resumen por competiciones
| Competición             | Partidos | Ganados | Empatados | Perdidos | %      |
| ----------------------- | -------- | ------- | --------- | -------- | ------ |
| 2. Bundesliga           | 34       | 22      | 6         | 6        | 70.59% |
| Bundesliga              | 391      | 135     | 112       | 144      | 44.08% |
| Copa de Alemania        | 38       | 24      | 4         | 10       | 66.67% |
| Liga Europea de la UEFA | 26       | 12      | 6         | 8        | 53.84% |
| TOTAL                   | 489      | 193     | 128       | 168      | 48.2%  |

## Palmarés

### Como entrenador

#### Campeonatos nacionales
| Título        | Club        | País     | Año     |
| ------------- | ----------- | -------- | ------- |
| 2. Bundesliga | SC Friburgo | Alemania | 2015-16 |